# Сари-Арка (станція метро)
43°13′25″ пн. ш. 76°51′30″ сх. д. / 43.22369° пн. ш. 76.85824° сх. д.
Сари-Арка (каз. Сарыарқа) — проміжна станція першої лінії Алматинського метрополітену.
Відкрита 30 травня 2022 року у складі черги «Москва» — «Бауиржан Мамишули».
Конструкція станції — пілонна трисклепінна (глибина закладення — 32,6 м) з однією прямою острівною платформою.
Виходи до проспекту Абая та Бурштинової вулиці, біля входу до Family Park.
Колійний розвиток — без колійного розвитку.